# Гаусова награда
Гаусова награда је награда којом се одаје почаст научницима чијa су математичкa истраживања имала утицаја ван математике – било у технологији, у послу или једноставно у свакодневном животу људи. Награду Карл Фридрих Гаус заједнички додељују Међународна математичка унија и Немачко математичко друштво за „изузетне математичке доприносе који су нашли значајну примену ван математике“.

## Историја Гаусове награде
Награда је добила име по немачком математичару Карлу Фридриху Гаусу. 
Званично проглашење награде одржано је 30. априла 2002. године, на 225. годишњицу Гаусовог рођења. Награда је направљена посебно да ода признање математичарима; док математичари утичу на свет ван своје области, њихове студије често нису признате. Награда има за циљ да ода почаст онима који су дали допринос и ефекте у области пословања, технологије, па чак и свакодневног живота.
Премијерно је додељена 2006. године, и од тада додељује се  сваке четврте године, на Међународном конгресу математичара.
Претходном лауреату уручена је медаља и новчана торбица од 10.000 евра коју је финансирао суфицит буџета Међународног конгреса математичара за 1998. годину.

## Добитници Гаусове награде
| Година | Добитник         | Ражлог |
| ------ | ---------------- | --- |
| 2006   | Kјоши Ито        | „За постављање темеља теорије стохастичких диференцијалних једначина и стохастичке анализе.“ |
| 2010   | Ив Мајер         | „За фундаментални допринос теорији бројева, теорији оператора и хармонијској анализи, и његовој кључној улози у развоју таласа и анализе више резолуција.“                                                                            |
| 2014   | Стенли Ошер      | „За његов утицајни допринос у неколико области примењене математике и за његове далекосежне проналаске који су променили нашу концепцију физичких, перцептивних и математичких концепата, дајући нам нове алате за разумевање света.“ |
| 2018   | Дејвид Л. Донохо | „За његов фундаментални допринос математичкој, статистичкој и рачунарској анализи важних проблема у обради сигнала.“ |
| 2022   | Eлиот Х. Либ     | „За дубоке математичке доприносе изузетне ширине који су обликовали поља квантне механике, статистичке механике, рачунарске хемије и квантне теорије информација.“                                                                    |